# Parti du sauvetage national du Cambodge
Le Parti du sauvetage national du Cambodge ou Parti du salut national du Cambodge (PSNC) est une coalition politique cambodgienne, principale opposition politique du pays.
Il s'agit d'une alliance entre plusieurs partis d'opposition dont notamment le parti Sam Rainsy et le parti des droits de l'homme en vue de gagner les élections législatives de 2013.
Le 5 septembre 2017, le chef du parti, Kem Sokha, est inculpé pour « trahison et espionnage », alors que l'autre dirigeant du parti, Sam Rainsy, est de nouveau en exil en France. L'origine de cette inculpation semble provenir du chef du gouvernement, le Premier ministre Hun Sen, en prévision des élections législatives de 2018. Le 16 novembre, le parti est dissous par la Cour suprême.